# Métrica de Schwarzschild
Dentro da teoria de Einstein da relatividade geral, a solução de Schwarzschild (ou senão vácuo de Schwarzschild) descreve o campo gravitacional externo a um corpo esférico, porém desprezando qualquer rotação de massa, então podemos considerar uma aproximação para o caso de uma estrela, um planeta ou um buraco negro. Trata-se de uma boa aproximação para campos gravitacionais de corpos de lenta rotação como a Terra ou Sol. Conforme o teorema de Birkhoff, a solução de Schwarzschild é uma generalização para casos de simetria esférica, também uma solução em casos de vácuo para as equações de campo de Einstein.
Um buraco negro de Schwarzschild ou buraco negro estático é nada mais que um buraco negro sem carga elétrica ou momento angular. Um buraco negro de Schwarzschild é tratado através da métrica de Schwarzschild, e não pode ser diferenciado de nenhum outro a não ser pela sua massa.
A solução de Schwarzschild recebeu esse nome em homenagem ao seu descobridor Karl Schwarzschild, que encontrou a solução em 1915, apenas um mês após a publicação da teoria da relatividade geral de Einstein. Foi a primeira solução exata para as equações de campo de Einstein excetuando-se a solução trivial para o espaço plano. Schwarzschild teve pouco tempo para pensar na solução. Ele morreu pouco tempo depois de sua solução ter sido publicada por ter contraído uma doença enquanto servia no exército alemão durante a Primeira Guerra Mundial.
O buraco negro de Schwarzschild é caracterizado por uma área ao seu redor chamada de horizonte de eventos, a qual fica situada sobre o raio de Schwarzschild comumente chamado de raio do buraco negro. Um corpo massivo sem rotação e sem carga elétrica que tiver seu raio menor que o raio de Schwarzschild necessariamente será um buraco negro. Uma solução para as equações de campo de Einstein  devem ser válidas para qualquer corpo de massa {\displaystyle M}, portanto a princípio o buraco negro de Schwarzschild de qualquer massa poderia existir se a natureza fosse competente o suficiente para formar um.

## A métrica de Schwarzschild
Nas coordenadas de Schwarzschild, a métrica poderia ser colocada da seguinte forma:
{\displaystyle \mathrm {d} s^{2}=-c^{2}\left(1-{\frac {2GM}{c^{2}r}}\right)\mathrm {d} t^{2}+\left(1-{\frac {2GM}{c^{2}r}}\right)^{-1}\mathrm {d} r^{2}+r^{2}\mathrm {d} \Omega ^{2},}
onde {\displaystyle G} corresponde a constante de gravitação universal, {\displaystyle M} é entendida como a massa do objeto e
{\displaystyle \mathrm {d} \Omega ^{2}=\mathrm {d} \theta ^{2}+\operatorname {sen} ^{2}\theta \mathrm {d} \phi ^{2}\,}
corresponde a um elemento de ângulo sólido. A constante
{\displaystyle r_{s}={\frac {2GM}{c^{2}}}}
é entendida como raio de Schwarzschild e desempenha importante função na solução de Schwarzschild.
A métrica de Schwarzschild é na verdade a solução para as equações de campo gravitacional no vácuo, significando portanto ser válida apenas externamente ao corpo em questão. Portanto em um corpo esférico de raio {\displaystyle R} a solução é válida para {\displaystyle r>R} (se {\displaystyle R} é menor de que o raio de Schwarzschild {\displaystyle r_{s}} então a solução descreve o que seria um buraco negro).
Para determinar o campo gravitacional tanto dentro quanto fora do corpo em questão devemos descobrir a solução de Schwarzschild para {\displaystyle r=R}.
Se adotarmos {\displaystyle M\to 0} ou {\displaystyle r\rightarrow \infty } recaímos na métrica de Minkowski:
{\displaystyle \mathrm {d} s^{2}=-c^{2}\mathrm {d} t^{2}+\mathrm {d} r^{2}+r^{2}\mathrm {d} \Omega ^{2}.\,}
Intuitivamente essa equação faz sentido, já que quanto mais longe se está de uma massa gravitacional, mais plano vai se tornando o espaço.

## Singularidades e buracos negros
A solução de Schwarzschild demonstra ter singularidades para {\displaystyle r=0} e para {\displaystyle r=r_{s}}, isso porque alguns dos termos divergem para o infinito para esses valores de raio. Espera-se que a métrica de Schwarzschild seja válida apenas para raios maiores que o raio {\displaystyle R} do corpo em questão, entretanto não há problemas se {\displaystyle R>r_{s}}. Este corresponde a um caso comum para estrelas e planetas. Por exemplo, o raio do Sol é de aproximadamente 700.000 km, enquanto seu raio de Schwarzschild é de apenas 3 km.
Um fenômeno muito interessante ocorre quando o raio {\displaystyle R} torna-se menor ou igual ao raio de Schwarzschild {\displaystyle r_{s}}. A aparente singularidade para {\displaystyle r=r_{s}} é apenas uma ilusão, é um exemplo de o que é chamado coordenada de singularidade. Como diz o nome, a singularidade provém de uma má escolha de coordenadas, porém escolhendo outras coordenadas de modo mais conveniente, pode-se mostrar que a métrica é sim bem definida para {\displaystyle r=r_{s}}. Veja por exemplo, coordenadas Eddington-Finkelstein, coordenadas Kruskal-Szekeres ou coordenadas Novikov.
Para o caso de {\displaystyle r=0} é diferente. Trata-se de fato de uma singularidade física, ou senão singularidade gravitacional que ocorre na origem. Para podermos afirmar que um ponto corresponde a uma singularidade física devemos olhar quantitativamente seus valores em diferentes coordenadas. Um importante modo de quantificar é a invariante Kretschmann, que é dada por:
{\displaystyle R^{abcd}R_{abcd}={\frac {12r_{s}^{2}}{r^{6}}}.}
Para {\displaystyle r=0} a curvatura torna-se infinita, indicando portanto a presença de uma singularidade. Nesse ponto, simplesmente, o próprio espaço-tempo não é definido. Algum tempo atrás pensava-se até que a solução seria "não física". Entretanto, um bom entendimento a respeito de relatividade geral levou a conclusão de que as singularidades eram uma característica típica da própria teoria e não um caso especial. Agora acredita-se haver soluções para esses casos e eles são chamados de buracos negros.
A solução de Schwarzschild é válida para todo {\displaystyle r>0}, é chamada de buraco negro de Schwarzschild. Essa solução é perfeitamente válida para as equações de campo de Einstein, entretanto observamos algumas propriedades bizarras. Para {\displaystyle r<r_{s}} a coordenada radial de  Schwarzschild {\displaystyle r} torna-se função do tempo, e o tempo por sua vez torna-se função do espaço. Uma curva sob um {\displaystyle r} constante não é maior que qualquer outro caminho possível nas   quatro dimensões que envolvem o espaço-tempo. Isto ocorre porque o espaço-tempo tornou-se curvado demais e a direção do "causa e efeito" aponta para uma singularidade. Na superfície  {\displaystyle r=r_{s}} demarca o que é chamado como o horizonte de eventos de um buraco negro. Significa que caso a luz ultrapasse esse horizonte não terá mais a possibilidade de escapar do campo gravitacional. Qualquer objeto físico cujo raio {\displaystyle R} se tornar menor ou igual ao seu raio de Schwarzschild {\displaystyle r_{s}} colapsará e tornar-se-á um buraco negro.

## Encaixando o espaço de Schwarzschild no espaço euclidiano
Na relatividade geral a massa altera a geometria do espaço. Um espaço com massa é curvo enquanto o espaço vazio é plano (ou seja, euclideano). Em alguns casos podemos visualizar o desvio da geometria euclidiana através do mapeamento de um subespaço "curvo" pertencente às quatro dimensões do espaço-tempo.
Vamos supor o plano equatorial de uma estrela, sob um tempo constante {\displaystyle t=t_{0}} e {\displaystyle \theta =\pi /2} e mapear isso nas três dimensões com a métrica euclidiana (em coordenadas cilíndricas):
{\displaystyle \mathrm {d} s^{2}=\mathrm {d} z^{2}+\mathrm {d} r^{2}+r^{2}\mathrm {d} \phi ^{2}.\,}
Conseguiremos então uma superfície curva {\displaystyle z=z(r)} escrito na métrica Euclideana da seguinte forma:
{\displaystyle \mathrm {d} s^{2}=\left(1+\left({\frac {\mathrm {d} z}{\mathrm {d} r}}\right)^{2}\right)\mathrm {d} r^{2}+r^{2}\mathrm {d} \phi ^{2},}
onde pela regra da cadeia:
{\displaystyle \mathrm {d} z={\frac {\mathrm {d} z}{\mathrm {d} r}}\mathrm {d} r.}
Podemos então dizer que a métrica de Schwarzschild para um plano equatorial considerando o tempo fixo:
{\displaystyle \mathrm {d} s^{2}=\left(1-{\frac {2GM}{c^{2}r}}\right)^{-1}\mathrm {d} r^{2}+r^{2}\mathrm {d} \phi ^{2},}
Que portanto leva a seguinte expressão para z (r):
{\displaystyle z(r)=\int {\frac {\mathrm {d} r}{\sqrt {{\frac {c^{2}r}{2GM}}-1}}}={\frac {4GM}{c^{2}}}{\sqrt {{\frac {c^{2}r}{2GM}}-1}}+{\mbox{ uma constante}}.}

## Órbitas
Uma partícula em órbita sob a métrica de Schwarzschild pode ter uma órbita circular estável caso {\displaystyle r>3r_{s}}. Órbitas circulares com {\displaystyle r} entre {\displaystyle 3r_{s}/2} e {\displaystyle 3r_{s}} são instáveis, e não haverá órbita circular para {\displaystyle r<3r_{s}/2}. Uma órbita circular para raio {\displaystyle 3r_{s}/2} corresponde a uma velocidade orbital próxima da velocidade da luz. É possível para uma partícula ter um valor constante para {\displaystyle r} entre {\displaystyle r_{s}} e {\displaystyle 3r_{s}/2}, mas apenas se houver uma força agindo para mantê-lo nesta posição.
Órbitas não circulares, como do planeta Mercúrio, seguem caminhos que não seriam os esperados pela mecânica clássica. Seria como o caso das partículas que ultrapassam o horizonte de eventos e caem para sempre dentro de um buraco negro, porém o caso de Mercúrio é mais tênue, já que ele não mergulha dentro do Sol. O que é observado no caso deste planeta é que sua órbita é uma elipse bem excêntrica, sendo que o mesmo realiza um movimento de precessão em torno do Sol.

## Artigos originais de Schwarzschild
- Schwarzschild, K., Über das Gravitationsfeld eines Massenpunktes nach der Einsteinschen Theorie, janeiro 1916, p. 189-196

- (em inglês) Karl Schwarzschild, On the gravitational field of a mass point according to Einstein's theory.

- Schwarzschild, K., Über das Gravitationsfeld einer Kugel aus inkompressibler Flüssigkeit nach der Einsteinschen Theorie, fevereiro 1916, p. 424-434
- (em inglês) Karl Schwarzschild, On the Gravitational Field of a Sphere of Incompressible Fluid according to Einstein’s Theory.